# Matúš Šutaj Eštok
Matúš Šutaj Eštok (ur. 4 lutego 1987 w Michalovcach) – słowacki polityk, prawnik i urzędnik państwowy, poseł do Rady Narodowej, od 2023 minister spraw wewnętrznych, od 2024 przewodniczący partii Głos – Socjalna Demokracja.

## Życiorys
W 2009 ukończył studia prawnicze na Uniwersytecie Komeńskiego w Bratysławie, w 2011 uzyskał na tej uczelni magisterium w tej samej dziedzinie. Pracował jako prawnik w rektoracie tego uniwersytetu i w państwowej agencji rezerw materiałowych. Był dyrektorem departamentu w resorcie edukacji (2014–2016), doradcą wicepremiera (2016) oraz sekretarzem generalnym urzędu wicepremiera. W 2018 objął kierownictwo Urzędu Rządu Republiki Słowackiej, na czele którego stał do 2020.
W wyborach w 2020 z ramienia partii SMER uzyskał mandat deputowanego do Rady Narodowej. W czerwcu tegoż roku opuścił frakcję wraz z grupą stronników Petera Pellegriniego. Współtworzył następnie wraz z nim nową formację pod nazwą Głos – Socjalna Demokracja. Z jej ramienia w 2023 z powodzeniem ubiegał się o poselską reelekcję.
W październiku 2023 objął urząd ministra spraw wewnętrznych w czwartym rządzie Roberta Ficy. W czerwcu 2024 został nowym przewodniczącym swojego ugrupowania.